# Chiesa dei Santi Giovanni Battista e Lucia (Porzus)
La chiesa dei Santi Giovanni Battista e Lucia si trova a Porzus, in provincia ed arcidiocesi di Udine; è filiale della parrocchiale di Attimis.

## Storia
Non si esclude che Porzus sia un ex insediamento romano, tuttavia il primo documento che ne testimonia l'esistenza risale al 1174.
La prima citazione d'una chiesa a Porzus risale al 1221. Essa fu poi nominata anche in un atto notarile del 1462, stilato da tale Antonio di San Daniele.
Pochi anni dopo, nel 1477, l'abside venne trasformata in stile gotico dal capomastro Andrea di Skofia Loka. La chiesetta, poiché versava in pessime condizioni, venne totalmente ristrutturata nel 1826.
Tra il 1939 ed il 1940 la navata fu riedificata, lasciando intatta l'abside medioevale.
L'edificio venne ritinteggiato nel 1955 e restaurato in seguito al terremoto del Friuli del 1976